# Neogaerrhinum kelloggii
Neogaerrhinum kelloggii là một loài thực vật có hoa trong họ Mã đề. Loài này được (Greene) Thieret mô tả khoa học đầu tiên năm 1967.